# Ted Selker
Edwin Joseph „Ted“ Selker (* 4. September 1956) ist ein US-amerikanischer Informatiker. Er ist der Erfinder des Trackpoint.
Selker studierte Mathematik an der Brown University mit dem Bachelorabschluss 1979 und Informatik an der University of Massachusetts Amherst mit dem Masterabschluss 1981. Danach war er bis 1983 im Roboter-Labor der Stanford University, wo er bereits an Benutzerschnittstellen für Computer arbeitete, arbeitete für Atari und lehrte ein Jahr in Stanford. 1985 ging er zu IBM ans Thomas J. Watson Research Center. 1992 wurde er an der City University of New York promoviert (A framework for proactive interactive adaptive computer help). Ab 1992 war er am Almaden Research Center von IBM in San José, wo er bis 1995 das User Systems Ergonomics Research Laboratory gründete und leitete. 1996 wurde er IBM Fellow.
1993 bis 1999 war er außerdem Adjunct Associate Professor an der Stanford University.
1999 ging er ans Massachusetts Institute of Technology, wo er Associate Professor war und die Context Aware Computing Group im MIT Media Lab des MIT leitete. Außerdem war er 2004 bis 2008 Ko-Direktor eines gemeinsamen Projekts des MIT und des Caltech über Technologien für Wahlverfahren (Voting Technology Project). 2008 verließ er das MIT.
Er entwickelte die Trackpoint Technologie, die zum Beispiel in der ThinkPad Serie von Notebooks eingesetzt wird.
2011 war er Forschungsdirektor des Startups Scanadu, das Smartphones für medizinische Zwecke einsetzen will. Seit 2008 wohnt er in Palo Alto. Er ist Associate Director des CyLab Mobility Research Center von Carnegie Mellon Silicon Valley.
Er war auch Berater bei Xerox PARC.
Er hält 56 Patente (2008).